# Théo Grosjean
Pour les articles homonymes, voir Grosjean.
Théo Grosjean, né le 16 mars 1995, est un auteur de bande dessinée français.

## Biographie
Théo Grosjean grandit dans la ville de Lyon où, enfant solitaire et réservé, il trouve refuge dans la bande dessinée. Se passionnant pour ce 9e art, il décide d'intégrer l'École Émile-Cohl à Lyon. Il y rencontre Lewis Trondheim, qui dirige la collection « Shampooing » chez Delcourt. C'est dans cette collection qu'est publié son ouvrage Un gentil orc sauvage, qui remporte en 2018 le prix Pépite BD au Salon du livre et de la presse jeunesse, ainsi que le Prix de la meilleure bande dessinée de science-fiction du festival Utopiales à Nantes,.
Depuis décembre 2018, il publie sur le réseau social Instagram une série de bande dessinées autobiographiques en dix cases intitulée L'Homme le plus flippé du monde et ayant pour sujet l'anxiété,,. Le succès croissant de ses publications lui permet de réaliser un premier recueil qui paraît en avril 2020 chez Delcourt, puis un second tome est publié en janvier 2021 et un troisième en janvier 2024.
Grosjean publie également dans la revue Topo. Il publie également une série humoristique dans le Journal de Spirou, Elliot au Collège, mettant en scène la vie d'un adolescent anxieux entrant au collège.
En mai 2021, la production Autour de Minuit, Kyan Khojandi (qui fera la voix), et Théo Grosjean lui-même sur son compte Instagram, annoncent que la BD L'homme le plus flippé du monde sera adapté en série animée sur Canal+. La série porte le nom plus court de Flippé.
En mai 2023, il remporte le prix littéraire de la région Sud pour sa BD Le spectateur. La même année, il devient également lauréat du Grand prix des lecteurs du journal de Mickey avec Elliot au collège, tome 1 : Panique en sixième.

## Récompenses
- 2018 : Prix Pépite BD du Salon du livre et de la presse jeunesse de Montreuil pour Un gentil orc sauvage[12]
- 2019 : Prix de la meilleure bande dessinée de science-fiction du festival Utopiales pour Un gentil orc sauvage[13]
- 2023 :
  - Prix littéraire de la région Sud pour Le spectateur[10]
  - Grand prix des lecteurs du journal de Mickey pour Elliot au collège, tome 1 : Panique en sixième[11]

## Publications
- L'Empire du pire, Éditions Jungle, 2017  (ISBN 978-2-8222-2126-9).
- Un gentil orc sauvage, Delcourt, coll. « Shampooing », 2018  (ISBN 978-2-413-01093-7).
- L'Homme le plus flippé du monde, Delcourt, coll. « Shampooing » :

1. Petites Terreurs du quotidien, 2020  (ISBN 9782413024095).
2. Tentatives d'adaptation, 2021  (ISBN 2413039376).
3. Improvisation totale, 2024  (ISBN 9782413078319).

- Le Spectateur, Soleil, coll. « Noctambule », 2021  (ISBN 2302090446).
- L'œil du cyclone, éditions Exemplaire, 2022
- Elliot au collège, Dupuis :

1. Panique en sixième, 2023  (ISBN 9791034757787).
2. Réseaux et sentiments, 2023  (ISBN 9791034762972).
3. Alice en vrai, 2024  (ISBN 9782808503334).

### Animation
Flippé saison 1 et 2, créée par Théo Grosjean, Mothy avec Kyan Khojandi, Garance Marillier, Cyprien Iov, 2022, 2025.